# 1080° Snowboarding
El 1080° Snowboarding (テン・エイティ　スノーボーディング, Ten Eiti Sunōbōdingu) és un videojoc de surf de neu desenvolupat i publicat per Nintendo per a la Nintendo 64 i llançat al mercat el 30 de novembre de 1998 a Europa. Al joc, el jugador controla un dels cinc practicants de surf de neu des d'una perspectiva en tercera persona, utilitzant una combinació de botons per saltar i realitzar trucs en vuit nivells.
1080° es va anunciar el novembre de 1997 i es va desenvolupar al llarg de nou mesos; va obtenir elogis de la crítica i va guanyar un Premi Interactive Achievement Award de l'Acadèmia d'Arts i Ciències Interactives. 1080° va vendre més de dos milions d'unitats. Una seqüela, 1080° Avalanche, es va llançar per a GameCube el novembre de 2003. El joc es va tornar a llançar el 2008 i el 2016 per a la Virtual Console de Wii i Wii U, i està previst que es tornarà a llançar al Nintendo Switch Online + Expansion Pack el 2023.

## Sistema de joc

El jugador baixa per la muntanya i deixa la marca de la taula de snowboard sobre la neu.

El joc es controla de manera similar que en la sèrie Tony Hawk's Pro Skater. Els jugadors controlen els snowboarders en un dels diversos modes. 1080° té dos modes de piruetes (atac de trick attack i contest), tres modes de carrera (race, time attack, i 2 jugadors), un mode d'entrenament i un mode d'opcions. L'objectiu del joc és arribar ràpidament a la meta d'un nivell o rebre el màxim de punts per combinacions de piruetes.
En els dos modes de piruetes de 1080°, trick attack i contest, els jugadors acumulen punts a partir de piruetes completades. En el mode contest, els jugadors realitzen piruetes i fan surf de neu passant banderes per obtenir punts. El mode trick attack requereix que els jugadors realitzin una sèrie de piruetes al llarg d'un nivell designat. El joc inclou 24 piruetes i 5 piruetes secretes, totes realitzades mitjançant una combinació de posicions circulars del estic de control, el botó R, el botó Z i el botó B; els valors de punts s'assignen en funció de la complexitat, les combinacions i el temps necessari. Els dos tipus de piruetes són grab tricks, en què s'agafa la taula d'una manera específica, o spin tricks, en què el surf de neu fa girar la taula un cert nombre de graus. El gir de 1080° requereix nou accions, la majoria de qualsevol pirueta del joc.
1080° té tres modes de carrera; en aquests modes, la victòria es pot aconseguir fent rutes separades dins d'un curs i equilibrant el surf de neu després d'un salt per evitar la pèrdua de velocitat. Les piruetes es puntuen en els modes de carrera, però no compten per a la victòria. En el mode match race, el jugador competeix en una sèrie de carreres contra surfistes de neu controlats per la IA. El joc cronometra el jugador durant tot el nivell i els jugadors reben un mesurador de danys que s'omple si el surfista de neu cau o es tomba. El nivell de dificultat de les match race es pot configurar en normal, dur o expert, ajustant la complexitat i el nombre de curses. Si el jugador no aconsegueix derrotar un competidor d'IA, s'ha de retirar. El jugador té tres oportunitats de vèncer l'ordinador abans que acabi el joc.

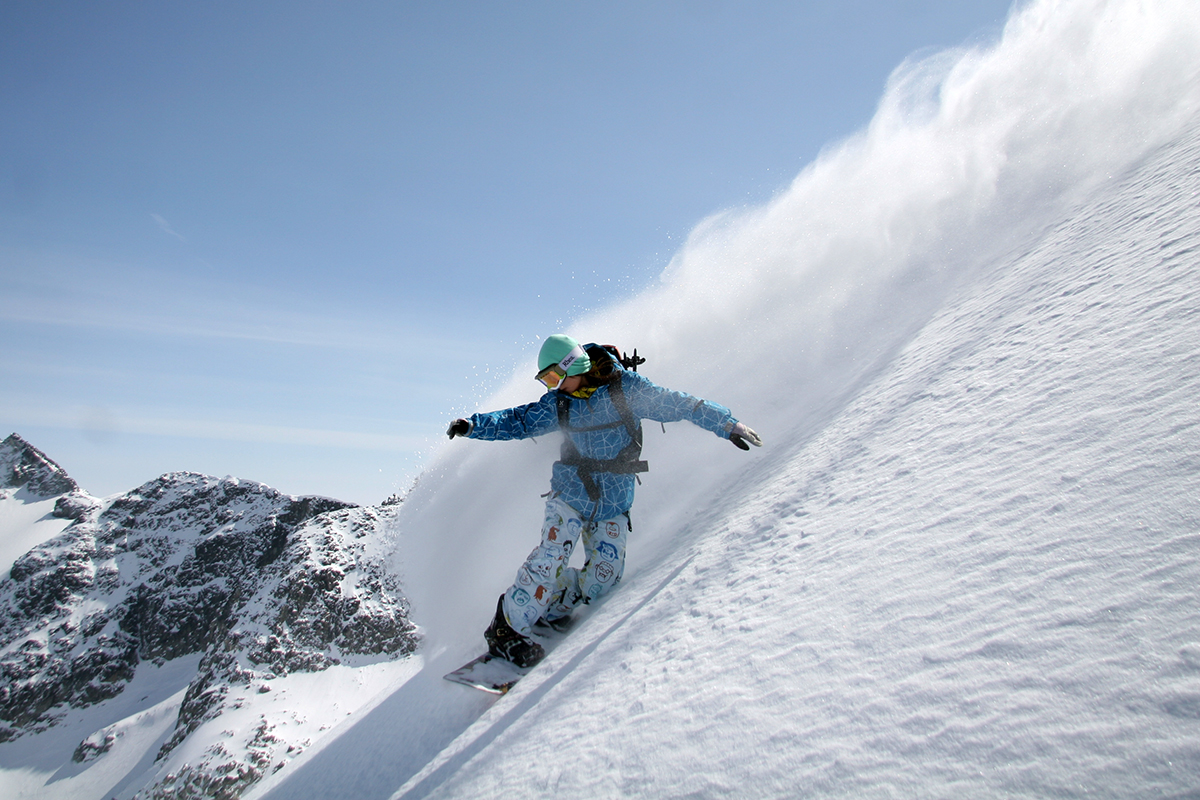
1080° Snowboarding ofereix diversos personatges amb diferents habilitats, però també diferents qualitats de neu, és a dir, nombrosos paràmetres que influeixen en la velocitat, els salts o l'equilibri...

Els jugadors poden triar inicialment entre cinc personatges: dos del Japó i un del Canadà, els Estats Units i el Regne Unit. Cada surfista de neu té diferents habilitats i s'adapta a diferents nivells i modes, ja que cadascun té diferents estadístiques en camps com la tècnica, la velocitat i el pes. Tres surfistes de neu addicionals es desbloquegen completant certs nivells i modes de joc. Hi ha vuit taules de neu inicialment disponibles per a cada personatge, i es pot desbloquejar un taula addicional més endavant en el joc. Cada taula també destaca en diferents situacions, ja que cadascuna té diferents punts forts en categories com l'equilibri i el control de vora.

### Personatges
Aquí hi ha uns quants personatges jugables en el joc, alguns d'ells s'ha de desbloquejar. Aquests són amb les característiques respectives: 
| Nom del personatge | Tècnica | Velocitat màxima | Balanceig | Força | Salt | Detalls personals                | Sexe |
| ------------------ | ------- | ---------------- | --------- | ----- | ---- | -------------------------------- | ---- |
| Kensuke Kimachi    | 8       | 8                | 6         | 7     | 6    | japonès de 19 ays                | Mas. |
| Ricky Winterborn   | 10      | 4                | 7         | 4     | 10   | canadenc de 14 anys              | Mas. |
| Dion Blaster       | 4       | 10               | 5         | 8     | 4    | anglès de 28 anys                | Mas. |
| Rob Haywood        | 8       | 9                | 7         | 6     | 6    | Nord-americà de 20 anys          | Mas. |
| Akari Hayami       | 8       | 5                | 9         | 3     | 8    | japonesa de 17 anys              | Fem. |
| Panda Bear         | -       | -                | -         | -     | -    | Personatge secret desbloquejable | -    |
| Silver Ice Man     | -       | -                | -         | -     | -    | Personatge secret desbloquejable | -    |
| Gold Ice Man       | -       | -                | -         | -     | -    | Personatge secret desbloquejable | -    |

### Planxes de neu
Després de seleccionar un personatge haurem de seleccionar una planxa de neu amb les seves caracterísitiques.
| Nom de la planxa | Eix de control | Acceleració | Resposta | Estabilitat | Flexibilitat |
| ---------------- | -------------- | ----------- | -------- | ----------- | ------------ |
| Tahoe 151        | 9              | 10          | 10       | 9           | 7            |
| Merlot 147       | 5              | 6           | 6        | 6           | 5            |
| B- Line 149      | 8              | 7           | 6        | 6           | 6            |
| Scout 156        | 8              | 8           | 8        | 7           | 7            |
| Tahoe 155        | 9              | 10          | 10       | 9           | 8            |
| Scout Ltd 162    | 8              | 8           | 8        | 7           | 9            |
| Merlot 143       | 5              | 6           | 5        | 6           | 4            |
| B-Line 154       | 8              | 7           | 6        | 6           | 6            |

Després de seleccionar la planxa s'ha de seleccionar entre dues maneres de col·locar els nostres peus, Regular(peu esquerre al davant) o Goofy (peu dret al davant).

### Modes de joc
Tenim diverses maneres de joc a destacar:

### Match race
És el mode principal de les curses. S'ha de triar un dels tres nivells de dificultat: easy, medium i hard (fàcil, mitjà i difícil respectivament). S'ha de competir contra un altre jugador controlat per la màquina i haurem d'arribar abans que ell. En aquesta mode no importa les piruetes sinó en arribar primer. S'ha d'anar amb compte amb les caigudes, ja que compta amb una barra de danys que no s'ha d'omplir. Hi ha tres vides que donen tres oportunitats de vèncer els nostres oponents.
| Nom de la planxa/Número del circuit | Circuit 1º   | Circuit 2º   | Circuit 3º    | Circuit 4º       | Circuit 5º  | Circuit 6º  |
| ----------------------------------- | ------------ | ------------ | ------------- | ---------------- | ----------- | ----------- |
| Mode fàcil                          | Crystal Lake | Crystal Peak | Golden Forest | Mountain Village | --          | --          |
| Mode mitjà                          | Crystal Lake | Crystal Peak | Golden Forest | Mountain Village | Dragon Cave | --          |
| Mode difícil                        | Crystal Lake | Crystal Peak | Golden Forest | Mountain Village | Dragon Cave | Deadly Fall |

La diferència entre els modes de joc és el nombre de fases (en el mode fàcil són només quatre fases, en el mode mitjà només cinc fases mentre que en el mode difícil són totes) i la situació atmosfèrica (en el mode fàcil és de dia, en el mode mitjà és un capvespre mentre que en el mode difícil s'ha d'enfrontar en moltes fases a un torb)
En total, el joc només consta de 7 fases que fan curt aquest mode.

#### Time attack
És el mode contrarellotge per a només un jugador on s'ha d'intentar realitzar el menor temps possible en qualsevol circuit del joc. Es guarda en la memòria pròpia.

#### Trick attack
En aquest mode s'ha d'aconseguir la major quantitat de punts mitjançant les nostres acrobàcies a qualsevol dels set circuits. La puntuació pròpia es guarda i, a més, no hi ha comptador de danys.

#### Contest mode
S'ha d'aconseguir la major quantitat de puntuació total mitjançant les piruetes a través de les cinc pistes que són:
- Crystal Lake.
- Air Mahe. Es realitza un salt a una gran altura en el qual hi haurà temps per realitzar piruetes molt arriscades.
- Crystal Peak.
- És un Half Pipe en el qual s'ha de centrar en les piruetes i on es pot aconseguir molta puntuació. L'únic perill és estar atent en arribar abans que s'acabi el temps.
- Golden Forest.

A Crystal Lake, Crystal Peak i Golden Forest hi ha unes banderes de color vermell (esquerra) i blau (dreta) que si passem pel costat segons el color dona més temps i punts.
Si s'acaba el temps en alguna cursa ja no es pot continuar quedant-se amb els punts que s'hagi obtingut fins llavors.

#### 2P
S'ha d'enfrontar contra un amic en qualsevol de les set pistes.

#### Training
En aquest mode es pot triar entre dues pistes, Half Pipe i Lliure. Es pot practicar totes les piruetes mentre l'ordinador indica com es fan (o elegint-les prement C Esquerra).

## Desenvolupament i llançament

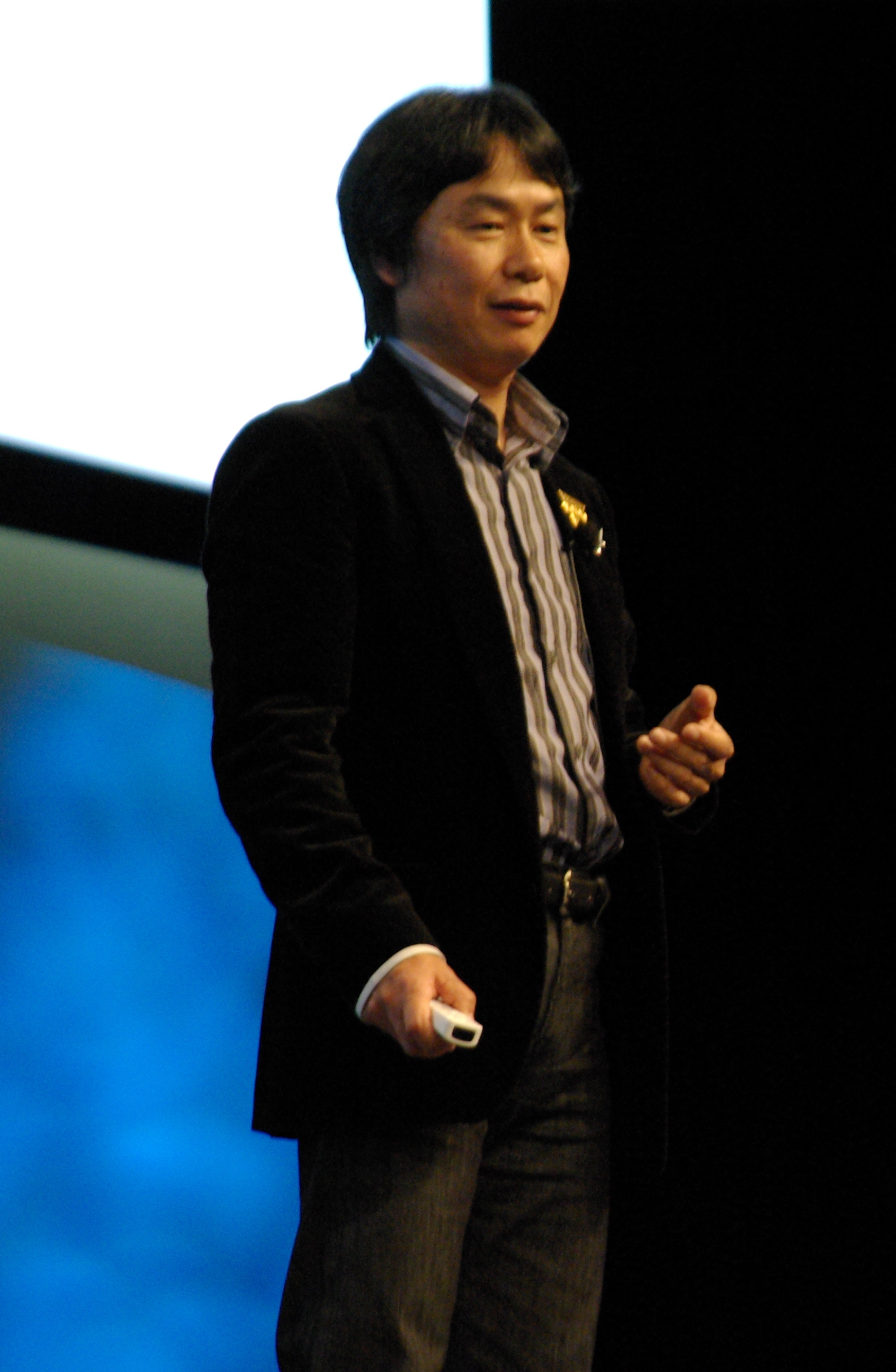
Shigeru Miyamoto va produir el joc i només va contribuir al sistema de recepció de personatges en saltar. Són els programadors britànics Giles Goddard i Colin Reed, dos antics empleats de l'empresa Argonaut Software, els que van dissenyar el projecte 1080°.

El llançament de 1080° es va anunciar el 21 de novembre de 1997 a la fira comercial Space World de Nintendo; el títol de treball del joc abans havia estat Vertical Edge Snowboarding. 1080° va ser un dels diversos jocs de surf de neu llançats per a la Nintendo 64 el 1998, d'altres van ser Big Mountain 2000 i Snowboard Kids. Abans del llançament del joc, els periodistes van poder jugar a 1080° al Nintendo Gamers' Summit de gener de 1998.
1080° va ser dirigit per Masamachi Abe i Misthuro Tanako, programat pels anglesos Giles Goddard i Colin Reed, desenvolupat i publicat per Nintendo, i produït per Shigeru Miyamoto. Abe havia dirigit anteriorment Tekken 3 per a Namco. Goddard havia programat prèviament la cara de Mario de Super Mario 64, que va ser llançat dos anys abans de l'aclamació de la crítica i va ser un gran èxit comercial, mentre que Reed havia programat Stunt Race FX. Segons Miyamoto, el joc "va sorgir perquè m'agrada esquiar. Estava pensant a fer un joc d'esquí després d'haver completat Wave Race [64]. Tanmateix, la tendència actual sembla ser cap al surf de neu. Fent surf de neu, sembla que pots anar a llocs on no pots amb esquís, per exemple, entre arbres".
El desenvolupament va tenir lloc a la seu de Nintendo a Kyoto, Japó. En desenvolupar 1080°, Goddard i Reed van utilitzar una tècnica anomenada "skinning" per eliminar les articulacions entre els polígons que componen els personatges. La seva programació utilitzava una combinació d'animació estàndard i cinemàtica inversa, creant personatges l'aparició dels quals durant les col·lisions es veu afectada per quin objecte és colpejat, en quina direcció es produeix la col·lisió i la velocitat a la qual es produeix la col·lisió. Tots els moviments dels personatges es van crear amb captura de moviment. Els vestits de Tommy Hilfiger i les taules de neu Lamar apareixen a 1080° com a emplaçament de producte. La banda sonora de 1080° de "ritmes de tecno i rap" amb "veus thrash i despistats" va ser composta per Kenta Nagata.
El desenvolupament de 1080° va tenir lloc des d'abril o maig de 1997 fins a principis de 1998. El joc va ser llançat el 28 de febrer de 1998 al Japó i l'1 d'abril a Amèrica del Nord. Nintendo va donar prioritat a 1080° per al llançament japonès sobre altres jocs de Nintendo 64 perquè volien que s'extregués mentre encara hi havia neu. Nintendo va retardar el llançament europeu del joc perquè esperaven augmentar les vendes amb un llançament d'hivern; 1080° es va llançar finalment el 30 de novembre de 1998 a Europa i la regió PAL.

## Crítica i la continuació
1080° Snowboarding va rebre "crítiques generalment favorables", a només dos punts de l'"aclamació universal", segons el lloc web de l'agregador de ressenyes Metacritic. El 1080 Snowboarding va rebre bones classificacions per la crítica, i va ser puntuat amb una nota mitjana de 90% en el Game Rankings. Al Japó, Famitsu li va donar una puntuació de 31 sobre 40. Nintendo Power va donar a la importació japonesa una revisió favorable, més d'un mes abans de ser llançat als Estats Units. Va ser anomenat "un dels millors valors tant en jocs esportius com de carreres" per Josh Smith de GameSpot. 1080° Snowboarding s'ha percebut com un líder entre els títols de surf de neu en aquell moment. Edge el va aclamar com l'"emulació de videojocs més convincent de l'experiència de surf de neu fins ara" amb una "atmosfera de sobrietat" a diferència de cap altre joc de Nintendo de l'època.
Els gràfics del joc eren de la més alta qualitat per a la Nintendo 64 en aquell moment. Smith va elogiar aspectes generals dels gràfics del joc, com ara la seva nitidesa, detall, suavitat i la manca d'abandonament del polígon. Els crítics van elogiar l'ús de la càmera del joc, el model físic "molt sòlid" del joc, la impressió de la velocitat dels corredors i els efectes de la neu del joc (el sol es reflectia a la neu segons correspongués, i la neu esponjosa i la neu compactada apareixien i es comportaven de manera diferent). Les falles gràfiques incloïen finestres emergents ocasionals, ombres fora de lloc i retard quan els corredors passaven per arbres a la pista; aquests problemes s'identificaven generalment com a menors.
Tot i que va escriure una ressenya positiva, Edge va trobar errors en l'IA del joc, dient que el joc va patir "enganyar" als oponents de la CPU. Van criticar la senzillesa i la capacitat de l'IA per posar-se al dia ràpidament al jugador prop del final d'una carrera; també van assenyalar la "sèrie limitada de rutes predeterminades" de l'IA i la possibilitat que un jugador aprengui on i quan cau una IA, "oferint l'oportunitat de passar [l'ordinador], però transmetent-hi poca satisfacció". Edge també va dir que el retard de llançament de PAL "és francament ridícul". Creien que, a causa de la caiguda de llançaments destacables de Nintendo, "qualsevol títol de qualitat és probable que encapçali les llistes amb poca dificultat".
Next Generation va dir que 1080° Snowboarding va establir l'estàndard per a tot un gènere. Kevin Cheung de Hyper va donar al joc un 90%: "No hi ha res més a dir, excepte que 1080 captura la veritable essència de l'emoció del surf de neu. [. ..] De la mateixa manera que Waverace [sic] va aportar una nova dimensió a les curses basades en l'aigua, 1080 ofereix als propietaris de N64 un joc igualment innovador". GamePro va dir que el joc era "el tipus de gran joc que val la pena fer-ho tan aviat com surti".
Escrivint per a AllGame, Shawn Sackenheim va considerar l'esquema de control "altament tècnic" de 1080° Snowboarding com un dels punts forts del joc malgrat la seva dificultat inicial. Alex Huhtala de Computer and Video Games va revisar positivament l'esquema de control, però no va estar d'acord amb la seva dificultat, i va assenyalar que "els controls s'han implementat de manera tan brillant que podeu jugar perfectament amb una sola mà. el pal i el botó Z". GameSpot va dir que el control del joc era "totalment implicat" i va dir que "[l]a moguda ajupit sol –  que fa que els girs siguin molt ajustats –  fa que sigui divertit de jugar". La música també va ser elogiada en general, amb Matt Casamassina d'IGN que la va qualificar "un exemple brillant del que es pot aconseguir amb el format". i Sackenheim el va qualificar de "una de les millors bandes sonores de N64 fins ara". Sackenheim també va elogiar els efectes de so del joc.
En una revisió retrospectiva de la Official Nintendo Magazine el 2006, Steve Jarratt va comentar que 1080° Snowboarding "va presumir de la millor representació de la neu en videojocs" i es va complementar amb efectes de so de "xiulets". També es van fer comentaris positius sobre el maneig i la qualitat del multijugador. En resum, Jarratt creia que "es tractava d'un surf de neu directe, sense acrobàcies però ràpid i divertit". La revista també el va classificar com el 87è millor joc disponible a les plataformes de Nintendo. El personal va considerar que era el joc de surf de neu més realista mai fet.
1080° Snowboarding va guanyar el Premi al Joc Esportiu de Consola de l'Any de l'Acadèmia d'Arts i Ciències Interactives a la 2nd Annual Interactive Achievement Awards. També va ser nominat al millor joc de Nintendo 64 als premis CNET Gamecenter de 1998, que van ser per a The Legend of Zelda: Ocarina of Time.
PC Data, que va fer un seguiment de les vendes als Estats Units, va informar que 1080° Snowboarding va vendre 817.529 unitats i va obtenir ingressos de 40,9 milions de dòlars a finals de 1998. Això va convertir-se en el setè llançament de Nintendo 64 més venut de l'any al país. El joc finalment va vendre 1.230.000 unitats als Estats Units i més de 23.000 al Japó. No va coincidir, però, amb l'èxit del primer joc dels desenvolupadors, Wave Race 64, que va vendre 1.950.000 unitats als Estats Units i 154.000 al Japó. 1080° Snowboarding es va tornar a llançar al servei Virtual Console de la Wii el 2008.
1080° Avalanche, una seqüela de 1080° Snowboarding, es va publicar per a GameCube el 2003. Greg Kasavin de GameSpot va donar la seqüela una recepció crítica més dura a causa de "problemes de velocitat de fotogrames i un joc limitat".

## Curiositats
- 1080° Snowboarding va ser utilitzat als Estats Units en un cartutx promocional per a Nintendo 64. En aquest cartutx es disposava només d'un circuit i un personatge. Quan es portava jugant deu minuts apareixia en Mario en pantalla dient : "It's Me, Mario. Thank you for playing Nintendo 64. Who's next?"
- És dels pocs jocs que apareixen marques comercials patrocinant el joc, una és una companyia de roba i l'altra és una companyia de snowboard.